# Культура Асука

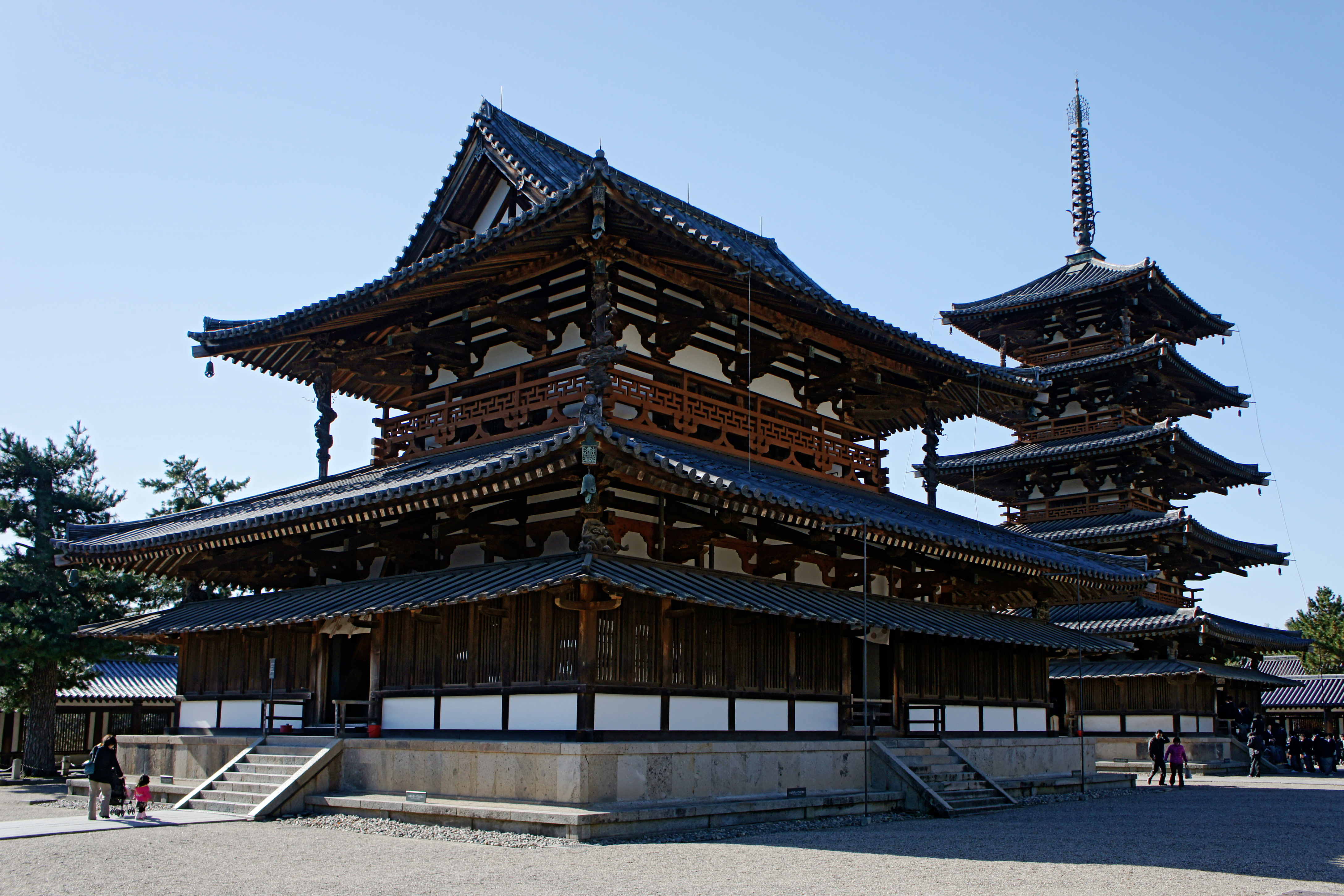
Пагода і Золота зала Хорюдзі — зразки буддистського мистецтва культури Асука.

Культура А́сука (яп. 飛鳥文化, あすかぶんか, асука бунка) — термін, яким позначають японську культуру кінця 6 — 7 століття. Відповідає початку періоду Асука, правлінню Імператора-жінки Дзіто та її регента принца Шьотоку.
Названа на честь місцевості Асука, де знаходився політико-культурний центр стародавньої японської держави.
Характерними рисами культури є:
- культурний вплив держав Корейського півострова, особливо Пекче.
- культурний вплив Китаю епохи «Шести династій».
- впровадження китайського календаря.
- складання перших історичних хронік.
- прийняття буддизму і конфуціанства.
- розквіт буддистського мистецтва і архітектури.
  - Спорудження монастиря Хорюдзі.